# Lijst van oorlogsmonumenten in Eijsden-Margraten
De Nederlandse gemeente Eijsden-Margraten heeft meerdere oorlogsmonumenten. Hieronder een overzicht.
| Nr.                             | Object                                                                | Herdachte groep                                            | Ontwerper                                                   | Onthulling        | Type               | Locatie                                | Plaats                        | Coördinaten                   | Foto              |
| ------------------------------- | --------------------------------------------------------------------- | ---------------------------------------------------------- | ----------------------------------------------------------- | ----------------- | ------------------ | -------------------------------------- | ----------------------------- | ----------------------------- | ----------------- |
| 14                              | Bevrijdingsmonument                                                   | algemeen, geallieerde militairen                           | Dienst Gemeentewerken                                       | 12 september 1984 | gedenksteen        | Grijzegraaf, 6245 KG                   | Mesch                         | 50° 45' 46" NB, 5° 43' 52" OL | Meer afbeeldingen |
| 1746                            | Belgisch monument                                                     | geallieerde militairen, overig                             | Jean Weerts                                                 | 12 september 1948 | beeld/sculptuur    | Pater Kusterweg                        | Cadier en Keer                | 50° 50' 7" NB, 5° 44' 46" OL  | Meer afbeeldingen |
| 429                             | Vlaams monument                                                       | verzet Nederland                                           |                                                             |                   | gedenksteen        | Pater Kusterweg                        | Cadier en Keer                | 50° 50' 7" NB, 5° 44' 46" OL  | Meer afbeeldingen |
| 451                             | Bevrijdingsmonument                                                   | algemeen, overig                                           | Sjef Eijmael (ontwerp), Jef Wanders (uitvoering)            | 13 september 1969 | beeld/sculptuur    | Pley                                   | Noorbeek                      | 50° 46' 7" NB, 5° 48' 35" OL  | Meer afbeeldingen |
| 603                             | Amerikaanse Militaire Erebegraafplaats                                | geallieerde militairen                                     | Joseph Kiselewski (beeld)                                   | 7 juli 1960       | begraafplaats/graf | Amerikaanse begraafplaats 1, 6269 NA   | Margraten                     | 50° 49' 12" NB, 5° 48' 12" OL | Meer afbeeldingen |
| 1754                            | De Breuk                                                              | vervolgden Nederland                                       | Mevr. M.E.A. Erckens-Vaessens (27-12-1947)                  | 12 september 2001 | beeld/sculptuur    | Beatrixplein, 6245 CC                  | Eijsden                       | 50° 46' 38" NB, 5° 42' 8" OL  | Meer afbeeldingen |
| 1757                            | Monument der Gevallen Verzetslieden                                   | verzet Nederland                                           | Harry Koene (architect), Charles Vos(beeldhouwer)           | 5 mei 1949        | overig             | Vroenhof, 6245 BZ                      | Eijsden                       | 50° 46' 38" NB, 5° 42' 5" OL  | Meer afbeeldingen |
| 1765                            | RAF-monument                                                          | geallieerde militairen, verzet Nederland                   | Charles Eyck (1897-1983)                                    | 8 juni 1969       | beeld/sculptuur    | Burg. Beckersweg 43, 6261 NX           | Mheer                         | 50° 47' 2" NB, 5° 47' 51" OL  | Meer afbeeldingen |
| 2248                            | Bevrijdingsmonument                                                   | algemeen, geallieerde militairen                           | Frans Cox                                                   | 5 mei 1970        | beeld/sculptuur    | Julianaweg, 6265 AH                    | Sint-Geertruid                | 50° 47' 44" NB, 5° 45' 54" OL | Meer afbeeldingen |
| 2309                            | Plaquette in het NS-station                                           | burgerslachtoffers                                         | Ir. H.G.J. Schelling (ontwerp), H.J. Winkelman (uitvoering) |                   | plaquette          |                                        | Eijsden                       | 50° 46' 43" NB, 5° 42' 45" OL | Meer afbeeldingen |
| 3489                            | Plaquette in de H. Lambertuskerk                                      | militairen in dienst van het Ned. Kon. na 1945             |                                                             | 1960              | plaquette          | Dorpsstraat 2, 6261 NJ                 | Mheer                         | 50° 46' 50" NB, 5° 47' 31" OL | Meer afbeeldingen |
| 3608                            | Monument voor R.F. Gargenes                                           | geallieerde militairen                                     | Wil van der Laan (1950)                                     | 15 september 2007 | beeld/sculptuur    | Rijksweg, 6247 AA                      | Gronsveld                     | 50° 48' 54" NB, 5° 43' 43" OL | Meer afbeeldingen |
| Dit oorlogsmonument op Wikidata | Gedenksteen Albert H. Strahle Jr. en eerbetoon Amerikaanse bevrijders | geallieerde militairen                                     |                                                             | 11 september 2009 | beeld/sculptuur    | Rijksweg, 6267 AM                      | Cadier en Keer                | 50° 49' 53" NB, 5° 45' 30" OL | Meer afbeeldingen |
| Dit oorlogsmonument op Wikidata | Bevrijdingsmonument Noorbeek                                          |                                                            |                                                             |                   | plaquette          | Dorpstraat 21                          | Noorbeek                      | 50° 46' 10" NB, 5° 48' 44" OL | Meer afbeeldingen |
| Dit oorlogsmonument op Wikidata | Bevrijdingsmonument                                                   | algemeen, geallieerde militairen                           |                                                             |                   | gedenksteen        | Bredeweg                               | Banholt                       | 50° 47' 25" NB, 5° 48' 39" OL | Meer afbeeldingen |
| Dit oorlogsmonument op Wikidata | Monument George Romedenne                                             | George Romedenne, burgerslachtoffer                        |                                                             |                   | stenen wegkruis    |                                        | Schey, Noorbeek               |                               | Meer afbeeldingen |
| Dit oorlogsmonument op Wikidata | Monument Ssgt Roy L. Booher                                           | Ssgt Roy L. Booher, geallieerde militair                   |                                                             |                   | gedenksteen        |                                        | Schey, Noorbeek               |                               | Meer afbeeldingen |
| Dit oorlogsmonument op Wikidata | Monument RAF Havilland Mosquito                                       | bemanning vliegtuig, geallieerde militairen                |                                                             |                   | gedenksteen        |                                        | Hoogcruts, Terlinden          |                               | Meer afbeeldingen |
| Dit oorlogsmonument op Wikidata | Gedenksteen Divisie Old Hickory                                       | geallieerde militairen                                     |                                                             |                   | gedenksteen        |                                        | Herkenrade                    |                               | Meer afbeeldingen |
|                                 | Stolpersteine                                                         | vervolgden Nederland                                       | Gunter Demnig                                               |                   | reliëf             | Zie Stolpersteine in Eijsden-Margraten | Eijsden, Gronsveld, Margraten |                               |                   |
|                                 | 1914-1918                                                             | Belgische vluchtelingen WO I, vlucht van Keizer Wilhelm II |                                                             |                   | informatiebord     |                                        | Station Eijsden               |                               | 1914-1918         |

Beek ·
Beekdaelen ·
Beesel ·
Bergen ·
Brunssum ·
Echt-Susteren ·
Eijsden-Margraten ·
Gennep ·
Gulpen-Wittem ·
Heerlen ·
Horst aan de Maas ·
Kerkrade ·
Landgraaf ·
Leudal ·
Maasgouw ·
Maastricht ·
Meerssen ·
Mook en Middelaar ·
Nederweert ·
Peel en Maas ·
Roerdalen ·
Roermond ·
Simpelveld ·
Sittard-Geleen ·
Stein ·
Vaals ·
Valkenburg aan de Geul ·
Venlo ·
Venray ·
Voerendaal ·
Weert